# Lippeaue zwischen Schloss „Oberwerries und Dolberg“
Das Naturschutzgebiet Lippeaue zwischen Schloss „Oberwerries und Dolberg“ liegt im Kreis Warendorf in Nordrhein-Westfalen. Das etwa 31 ha große Gebiet, das im Jahr 1993 unter Naturschutz gestellt wurde, erstreckt sich südwestlich von Dolberg, dem südlichsten Stadtteil von Ahlen, entlang der südlich fließenden Lippe. Am nördlichen Rand des Gebietes verläuft die Landesstraße L 507.
Die Unterschutzstellung erfolgt
- zur Erhaltung und Wiederherstellung eines landschaftsprägenden Flussauenbereiches mit Bedeutung als Lebensraum für gefährdete Pflanzenarten und -gemeinschaften wie Teichrosengesellschaften, Röhrichte, Schlankseggenrieder, sowie für Watvögel und Höhlenbrüter, Wasservögel, Amphibien, Fledermäuse, Käfer und Libellen
- zur Erhaltung und Entwicklung von Stillgewässern und ihrer Verlandungsbereiche
- zur Erhaltung und Förderung der Fließgewässerdynamik und seiner typischen Ausdrucksformen in der Landschaft in Form von Mäandern, Altarmen etc.
- wegen der besonderen Eigenart, Schönheit und Seltenheit